# غوردون غرينغر
غوردون غرينغر (بالإنجليزية: Gordon Granger)‏ هو ضابط أمريكي، ولد في 6 نوفمبر 1821 في مقاطعة وين في الولايات المتحدة، وتوفي في 10 يناير 1876 في سانتا فيه في الولايات المتحدة.